# كارلوس فيرا (لاعب قفز طويل)
كارلوس فيرا (بالإسبانية: Carlos Vera) هو لاعب قفز طويل تشيلي، ولد في 30 أغسطس 1928.

## وصلات خارجية
- كارلوس فيرا على موقع أوليمبيديا (الإنجليزية)